# Iglesia de Nuestra Señora de las Angustias (Priego de Córdoba)

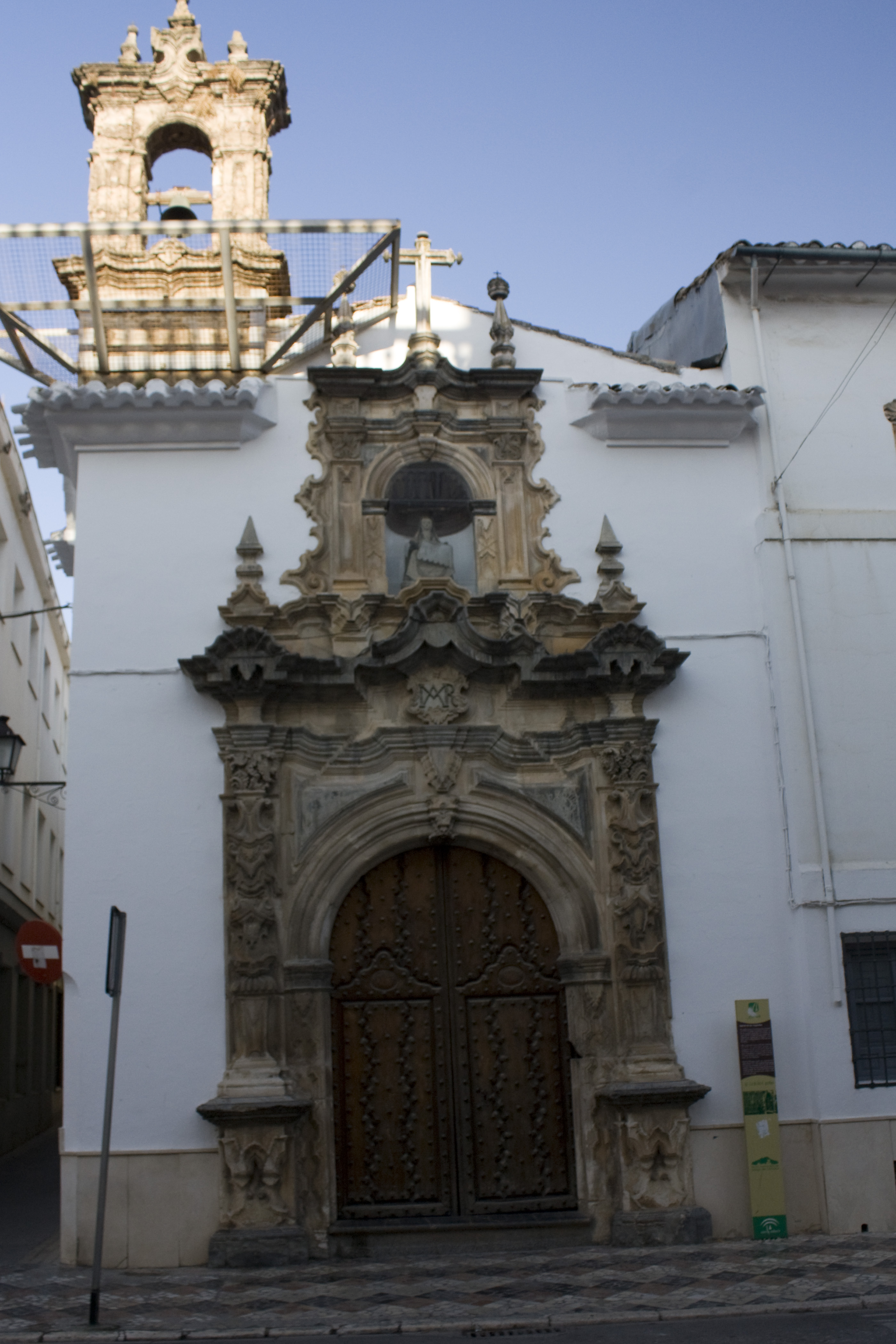
Iglesia de Nuestra Señora de las Angustias.

La Iglesia de Nuestra Señora de las Angustias de Priego de Córdoba (Provincia de Córdoba, España) constituye una apreciable muestra del rico rococó dieciochesco de la localidad, valorable tanto por sí misma como en el conjunto del barroco prieguense en el que constituye un eslabón necesario para comprender su evolución. Considerada obra de Juan de Dios Santaella, es en los aspectos decorativos a base de yeserías polícromas y pinturas, en los que se pone mejor de manifiesto la riqueza con que se concibió este pequeño templo caracterizado por su unidad conceptual y estilística.
Son de destacar los bienes muebles que alberga, la mayoría realizados ex profeso para el mismo coetáneamente y otros, como el grupo escultórico de la Virgen de las Angustias, de fines del siglo XVII, que explican su existencia ya que la Iglesia se estableció para dar culto a estas imágenes.

## Descripción
La Iglesia de Nuestra Señora de las Angustias da fachada a una de las vías principales de Priego de Córdoba, la calle Río, y hace esquina a otra que en ella desemboca, mientras que los otros dos laterales del templo quedan embutidos entre medianeras. El carácter religioso del edificio se explicita en su rica portada, la espadaña y el tambor octogonal que alberga la cúpula que se eleva sobre el presbiterio.
La portada, realizada en piedra caliza blanca y mármol negro, constituye uno de los elementos más valiosos del edificio. Se articula en torno a un arco de medio punto con rosca moldurada y clave resaltada con un elaborado diseño de placas recortadas, al que flanquean pilastras cajeadas con motivos mixtilíneos a base de curvas y contracurvas. El cuerpo superior, separado por voluminosas cornisas de líneas curvas y quebradas, y enmarcado por una moldura mixtilínea, ofrece una hornacina también de medio punto -que alberga una imagen en piedra de la Virgen María - entre estípites de dinámica y compleja conformación con unos capiteles de rocallas trabajadas en la piedra a trépano para acentuar los claroscuros. Los mencionados estípites sustentan una cornisa integrada por múltiples listeles en cuyo centro figura una cartela circundada de rocalla con un anagrama mariano.
Son de destacar las puertas que cierran el vano de ingreso, fechadas en 1775 por una inscripción, e integradas por dos hojas realizadas en madera noble con una decoración de rehundidos mixtilíneos y clavos dorados de cabeza cónica.
La única nave que constituye el templo aparece subdividida en dos tramos más el presbiterio. Cada uno de los tramos se cubre con bóvedas de aristas con lunetos y el presbiterio con cúpula gallonada sobre pechinas y cornisa de líneas muy movidas.
A los pies se emplaza un coro alto sobre vigas de madera que sustentan, a modo de atlantes, dos angelotes de yeso policromado. En el lado de la epístola se abre una sencilla puerta con carpintería de madera, que comunica con el colegio contiguo.
El presbiterio alberga tres retablos. Los laterales se cobijan por arcos mixtilíneos decorativos apoyados sobre ilastras. El retablo mayor deja ver a través de su hornacina central el camarín en el que se halla el grupo escultórico de Nuestra Señora de las Angustias. Los paramentos del camarín se articulan por pilastras cajeadas que sustentan arcos de medio punto sobre los que discurre un ancho friso, integrado por varias molduras de diferentes motivos, que sirve de tambor o base para una cúpula de yeso de cuarto de esfera.
La decoración se concentra en las partes altas de los muros y en las bóvedas, apareciendo las inferiores totalmente desnudas. Bóvedas y cúpula se revisten de pinturas con dorados y yeserías muy planas, de delicado diseño, en cuyo repertorio la rocalla cobra especial protagonismo, pero en la que también aparecen hojarascas y elementos figurativos, tales como símbolos pasionistas.
La cúpula apoya sobre pechinas con pinturas decorativas, otras figurativas de simbología mariana y cuatro tondos ochavados con lienzos en los que se representan santos. En una inscripción, junto a la cúpula aparece el recordatorio de la edificación de la Iglesia por doña María Josefa del Mármol, la devota a cuyas expensas se levantó el templo para dar culto a la Virgen de las Angustias cuya ermita se hallaba en muy mal estado de conservación.